# Festuca glauca
Festuca glauca (también Festuca ovina var. glauca) es una especie de planta herbácea perteneciente a la familia de las poáceas. Es originaria de Europa.

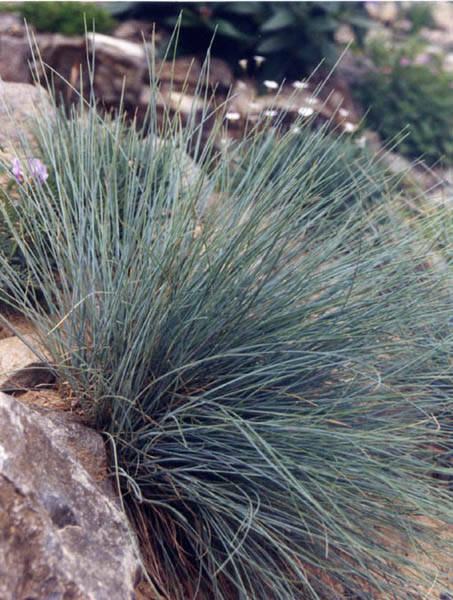
Vista de la planta

## Descripción
Es una gramínea amacollada que alcanza 30 cm de altura y extensión. El color de las hojas varía del blanco plateado al gris azulado, y las flores, insignificantes, aparecen en verano. Tolera el pisado y el corte.

## Usos
Es adecuada para borduras o como tapizante. Entre sus cultivares se cuentan "Blaufuchs "(zorro azul), con hojas de un azul vivo; "Blausilver", con hojas de un azul platedado intenso.

## Taxonomía
Festuca glauca fue descrita por Dominique Villars y publicado en Histoire des Plantes de Dauphiné 2: 99. 1787.
Etimología
Festuca: nombre genérico que deriva del latín y significa tallo o brizna de paja, también el nombre de una mala hierba entre la cebada.
glauca: epíteto latino que significa "de color verde azulado"
Sinonimia
- Festuca calcarea Velchev
- Festuca calcarea Tausch ex Steud.
- Festuca duriuscula var. glauca (Vill.) Breb.
- Festuca duriuscula subsp. glauca (Vill.) Mutel
- Festuca glauca var. juncea Wallr.
- Festuca ovina var. glauca (Lam.) Hack.
- Festuca strictifolia Opiz
- Festuca veneris Gr.Rossi, Foggi & Signorini[4][5]